# اتیمسگوت
اتیمسگوت (به لاتین: Etimesgut) یک شهر در ترکیه است که در استان آنکارا واقع شده‌است. اتیمسگوت ۸۰۷ متر بالاتر از سطح دریا واقع شده‌است.